# ¡Eres tan travesti! Breve historia del transformismo en España
¡Eres tan travesti! Breve historia del transformismo en España es un libro de temática histórica del escritor, investigador y podcaster español Anto Rodríguez.

## Publicación
El libro, obra del escritor, investigador y podcaster Anto Rodríguez, fue publicado en España el 8 de mayo de 2024 por la editorial Egales.
Según el propio Rodríguez, el libro surgió a raíz de su necesidad personal por conocer más sobre la historia del arte drag y el transformismo en España un tema sobre el que hasta entonces había muy poca bibliografía publicada, y menos aún libros académicos.

## Contenido
El libro analiza la historia del transformismo y la cultura drag desde finales del siglo XIX, época en la que comenzó a instaurarse de forma clara como disciplina en España, hasta la actualidad.
La obra indaga también en la presencia de las mujeres dentro de la escena y el arte transformista, informando incluso sobre como muchas de las primeras transformistas españolas fueron mujeres cisgénero, de forma contraria a la creencia popular. Así mismo, la obra indaga también en las numerosas dificultades que enfrentó el travestismo para existir durante la dictadura de Francisco Franco, desarrollándose en la clandestinidad, y con numerosos artistas viéndose obligados a abandonar esta disciplina por completo y limitarse a ser únicamente cantantes de copla.

## Reconocimiento
El diario digital El Periódico incluyó a la obra entre su listado de obras de editoriales independientes a tener en cuenta de cara a las navidades de 2024.